# Lepidiota cabala
Lepidiota cabala är en skalbaggsart som beskrevs av Britton 1978. Lepidiota cabala ingår i släktet Lepidiota och familjen Melolonthidae. Inga underarter finns listade i Catalogue of Life.